# (2775) Odishaw
(2775) Odishaw (1953 TX2) est un astéroïde de la ceinture principale, découvert le 14 octobre 1953 à l'observatoire Goethe Link près de Brooklyn, dans l'Indiana. Il a une magnitude absolue de 13,6.